# Хотинлахти
Хо́тинлахти (фин. Hotinlahti) — посёлок в составе Хаапалампинского сельского поселения Сортавальского района Республики Карелия.

## Общие сведения
Расположен на северо-западном берегу озера Хюмпёлянъярви.
В 6 км от посёлка на реке Китенйоки располагается каскадный водопад «Ниемикоски», высота падения 3,5 м.

## Население
| 2002 | 2009 | 2010 | 2013 |
| ---- | ---- | ---- | ---- |
| 235  | ↗261 | ↘234 | ↘229 |

## Улицы
- ул. Полевая
- ул. Центральная

## Галерея

Хотинлахти
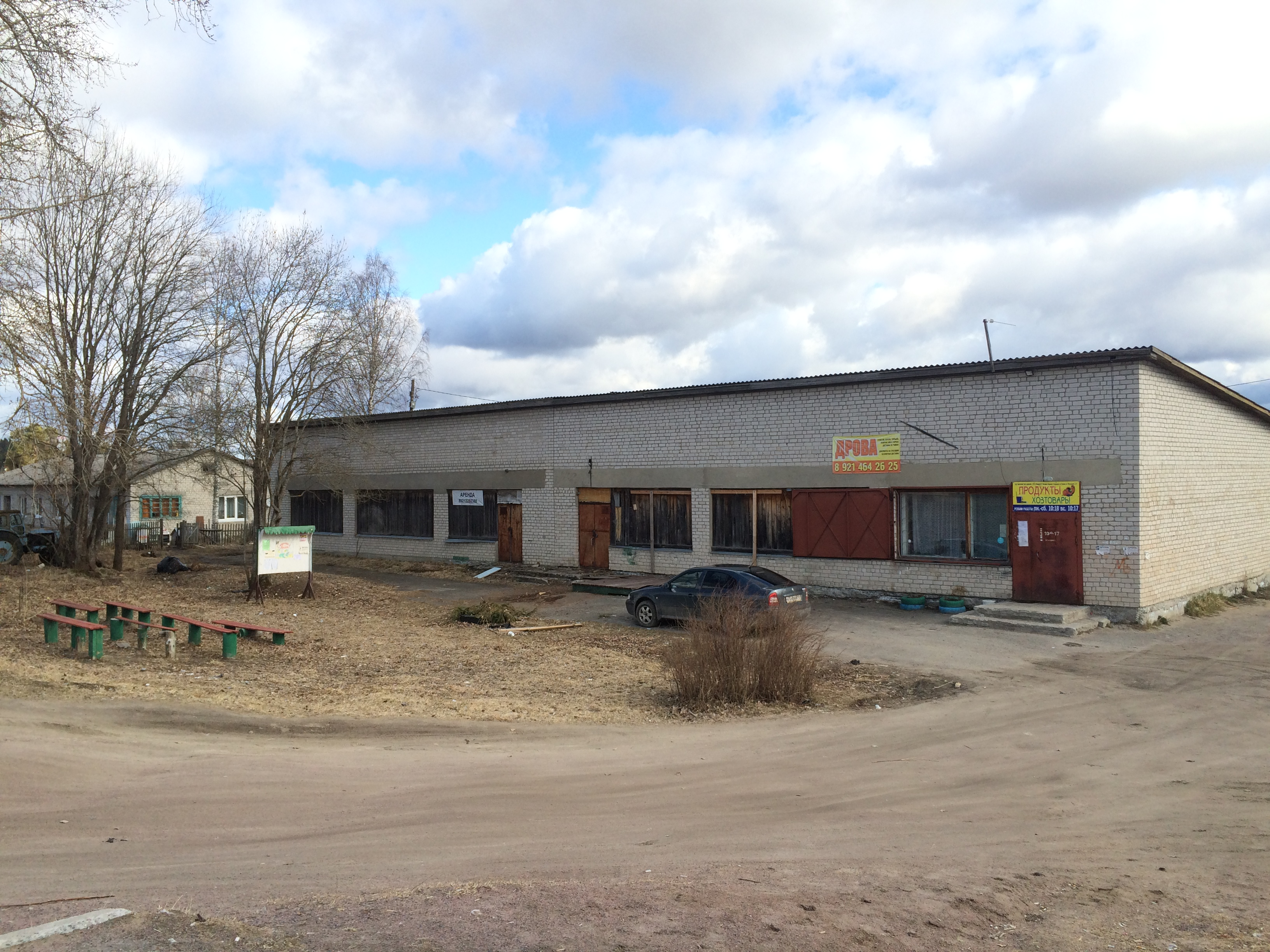
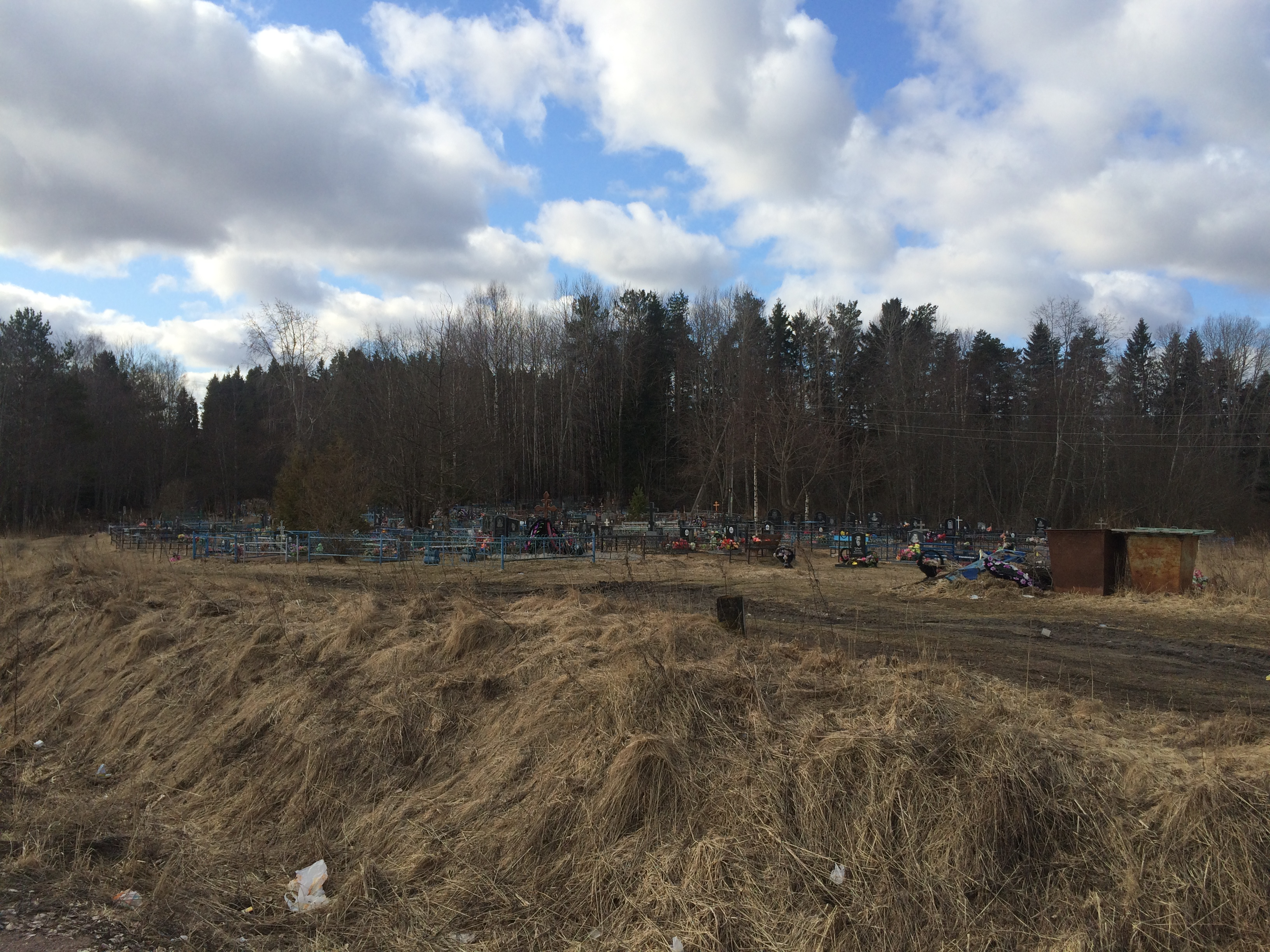